# Talent (jednotka)
Talent je stará jednotka hmotnosti, užívaná hlavně na Blízkém východě a v Řecku. Její hodnota se silně měnila podle místa i času a pohybovala se v rozmezí zhruba 20 až 40 kg.

## Historie
Byla používána odedávna ve starověku i ve středověku v mnoha zemích Evropy, severní Afriky i Asie, její hodnota se v čase i v geografickém rozložení samozřejmě liší. Ve starověké Babylonie (Asýrie) činila asi 27 kg, ve starověkém Egyptě asi 26 kg. Zde se užívala i hodnota tzv. řeckého talentu, která činila 31,10 kg.

## Řecko
Talent je řeckým názvem talanton, ten mohl činit :
- antické Řecko – v klasické době (5.–4. století př. n. l.) asi 25 až 36 kg.

## Další země
- starověká Fénicie – asi 43,54 kg
- starověká Palestina – zhruba 36 kg[1]
- Persie – přibližně 30 kg

## Podobné jednotky
- talentum – stará římská jednotka, jíž užívaly římské legie rozmístěné v Podunají – tato jednotka činila 33,35 kg

## Peněžní talent
Talent coby peněžní jednotka pak odpovídal zhruba ceně 25 až 36 kg zlata nebo častěji stříbra – zde ovšem záleží nejen na ceně zlata nebo i stříbra v dané době a na příslušném místě. Celková hodnota jednoho talentu se, jak bylo výše uvedeno, v jednotlivých dobách a různých zemích dost značně lišila. Z tohoto důvodu se vlastně jedná o jednotku neurčité velikosti. Z talentu stříbra se razilo 6 000 drachem a drachma byl denní žold athénského nájemného vojáka.

## Zmínka v literatuře
K talentu, tomuto nesmírně velikému majetku, přirovnal Ježíš z Nazareta ve známém podobenství o hřivnách (Mt 25,14-28) nadání, jež každý člověk dostává a za jehož využití také odpovídá.